# Der K und K Kalypso aus Wien
Chansons représentant l'Autriche au Concours Eurovision de la chanson
Die ganze Welt braucht Liebe
(1958) Du hast mich so fasziniert
(1960)
Der K und K Kalypso aus Wien (« Le calypso K et K de Vienne ») est une chanson interprétée par Ferry Graf représentant l'Autriche au Concours Eurovision de la chanson 1959 le 11 mars à Cannes.

## À l'Eurovision
La chanson est intégralement interprétée en allemand, langue nationale de l'Autriche, comme le veut la coutume avant 1966. L'orchestre est dirigé par Franck Pourcel.
Der K und K Kalypso aus Wien est la neuvième chanson interprétée lors de la soirée du concours, suivant Irgendwoher de Christa Williams pour la Suisse et précédant Sing, Little Birdie de Pearl Carr et Teddy Johnson pour le Royaume-Uni.
À l'issue du vote, elle obtient 4 points et se classe 9e — à égalité avec Augustin de Brita Borg pour la Suède — sur 11 chansons,.

## Liste des titres
| A1. | Der K und K Kalypso aus Wien | Günther Leopold, Norbert Pawlicki |  |
| A2. | Der blinde Mann              | Günther Leopold, Norbert Pawlicki |  |

## Historique de sortie
| Pays     | Date | Format   | Label  |
| -------- | ---- | -------- | ------ |
| Autriche | 1959 | 45 tours | Amadeo |